# Готня (річка)
Готня (рос. Р. Готня; Готня) — річка в Росії у Ракитянському й Борисовському районах Бєлгородської області. Права притока річки Ворскли (басейн Дніпра).

## Опис
Довжина річки приблизно 21,60 км, найкоротша відстань між витоком і гирлом — 19,36  км, коефіцієнт звивистості річки — 1,12 . Формується притокою, багатьма струмками та загатами.

## Розташування
Бере початок у селі Введенський. Тече переважно на південний схід через населені пункти Введенська Готня, Трефилівка, Жовтнева Готня, Ваковщина і на північно- східній околиці села Біленьке впадає у річку Ворсклу, ліву притоку річки Дніпра.

## Цікаві факти
- На лівому березі річки біля гирла в територіальних межах Росії, існує частина державного заказника «Лес на Ворскле».